# دینا داوسون
دِینا داوسون (انگلیسی: Dana Dawson; ۷ اوت ۱۹۷۴ – ۱۰ اوت ۲۰۱۰ (۳۶ سال)) هنرپیشه و نوازنده اهل ایالات متحده آمریکا بود که بین سال‌های ۱۹۸۱ تا ۲۰۱۰ میلادی فعالیت می‌کرد.